# Poodle Hat
Poodle Hat är ett musikalbum från 2003 av den amerikanske artisten "Weird Al" Yankovic.

## Låtförteckning
1. Couch Potato (parodi på Eminems Lose Yourself)
2. Hardware Store
3. Trash Day (parodi på Nellys Hot in Herre)
4. Party At The Leper Colony (Stilparodi på "Not Fade Away" först framförd av Buddy Holly)
5. Angry White Boy Polka (ett polkamedley av följande låtar:
  - Papa Roach Last Resort,
  - System of a Downs Chop Suey!,
  - The Vines Get Free,
  - The Hives Hate to Say I Told You So,
  - The White Stripes Fell in Love with a Girl,
  - The Strokes Last Nite,
  - Disturbed Down with the Sickness,
  - Rage Against the Machines Renegades of Funk,
  - Limp Bizkits My Way,
  - Stainds Outside,
  - Kid Rocks Bawitdaba,
  - P.O.D.s Youth of the Nation, och
  - Eminems The Real Slim Shady.)
6. Wanna B Ur Lovr (Stilparodi på Beck & Prince
7. A Complicated Song (parodi på Avril Lavignes Complicated)
8. Why Does This Always Happen To Me (Stilparodi på Ben Folds Five, Ben Fold spelar piano i låten.)
9. Ode To A Superhero (parodi på Billy Joels Piano Man)
10. Bob (Stilparodi på Bob Dylan)
11. eBay (parodi på Backstreet Boys I Want It That Way)
12. Genius in France (Stilparodi på Frank Zappa)